# J.H. Hisgenbrug
De J.H. Hisgenbrug (brug 933) is een bouwkundig kunstwerk in Amsterdam-Noord.
De Nieuwe Leeuwarderweg, die Amsterdam-Noord in tweeën snijdt, werd in eerste instantie voornamelijk op een dijklichaam gelegd. Dat leidde ertoe dat onder die weg talloze viaducten geprojecteerd moesten worden om met name langzaam verkeer van de ene naar de andere kant te laten gaan. Daartoe werd er in de vorm van brug 933 ter hoogte van de flatgebouwen aan de Loenermark een tunnel uitgespaard om de beide wijken aan weerszijden van de weg met elkaar te verbinden. Om de tunnel vanuit Loenermark te kunnen bereiken moest over de afwateringstocht brug 958 gebouwd worden.
Dirk Sterenberg van de Dienst der Publieke Werken moest ter plaatse met twee totaal verschillende “bruggen” komen. Brug 958 oogt eenvoudig, de tunnel, ontworpen in 1965, is een ander verhaal. Met keerwand, talud, rijdek, 2x berm, 2x2 stroken en middenberm, talud en keerwand, was een gevaarte van bijna 90 meter nodig. De tunnel werd circa 9 meter breed. In de tunnelbouw moest ook ruimte uitgespaard worden voor verlichting en bijbehorende bedrading.
De omgeving rondom de brug is vanwege de bouw van de NoordZuidlijn aanmerkelijk gewijzigd, maar deze tunnel bleef noodzakelijk en behouden. Wel werd de middenberm opgeofferd voor de metrostellen, de metro rijdt hier immers bovengronds. Een tunnel met eenzelfde basisontwerp, brug 498, sneuvelde tijdens de aanleg van de metro; door afgraving van het dijklichaam en verdiept aanleggen van de weg was er geen plaats meer voor; ze werd vervangen door een brug over de weg.
De tunnel ging jarenlang anoniem door het leven. In december 2018 besloot de gemeente de brug te vernoemen naar het J.H. Hisgenpad, het voet- en fietspad ten westen van de tunnel. De tunnel werd daarbij indirect vernoemd naar cricketspeler Julius Heinrich Hisgen.
Tussen tunnel en brug 958 bevindt zich een nooduitgang in het geluidsscherm van de Nieuwe Leeuwarderweg.

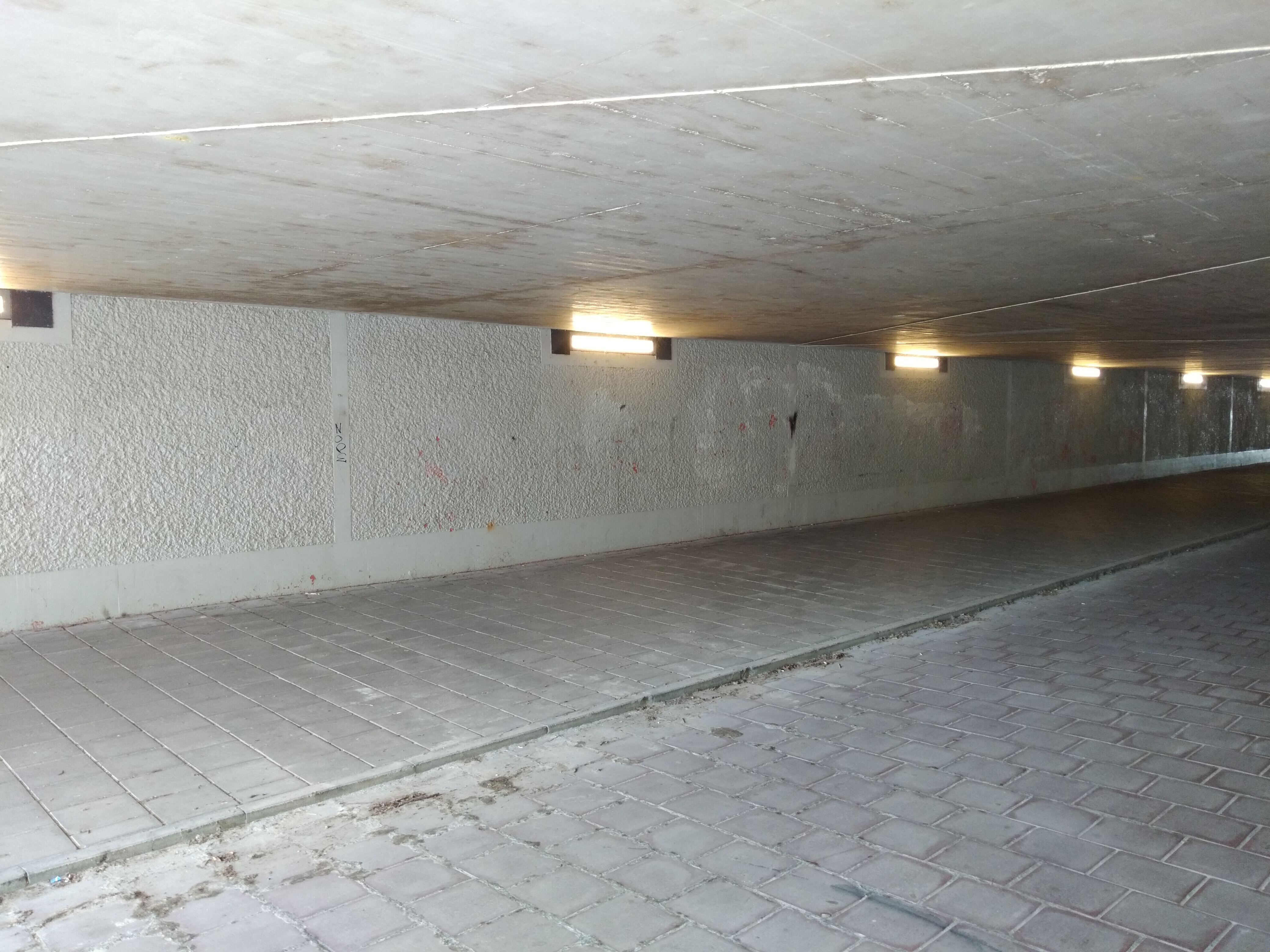
Verlichting, tunnelwand en –dak (juli 2021)

<<< · 900 · 901 · 904 · 905 · 906 · 907 · 908 · 909 · 912 · 913 · 914 · 915 · 916 · 917 · 918 · 919 · 920 · 923 · 924 · 930 · 932 · 933 · 934 · 935 · 936 · 937 · 939 · 943 · 944 · 945 · 946 · 947 · 948 · 949 · 950 · 951 · 952 · 953 · 954 · 956 · 957 · 958 · 959 · 960 · 961 · 962 · 963 · 964 · 965 · 966 · 967 · 968 · 970 · 971 · 972 · 973 · 974 · 975 · 978 · 979 ·  980 · 981 · 984 · 985 · 986 · 987 · 988 · 989 · 990 · 991 · 992 · 993 · 994 · 995 · 996 · 997 · 998 · 999 · >>>
Brugnummers  902, 903, 910, 911, 920, 921, 922, 925, 926, 927, 928, 929, 931, 937, 938, 940, 941, 942, 955, 969, 976, 977, 982, 983 zijn niet (meer) vergeven.